# Hszienpejek

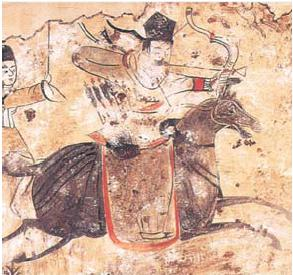
Hszienpej (Xianbei) harcos képe a Korai Jen (337-370) dinasztia korából

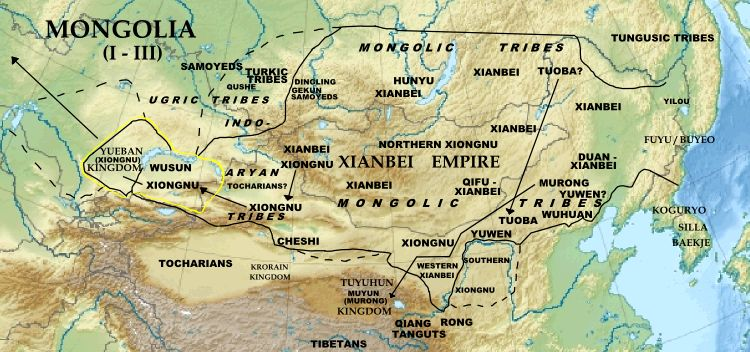
A hszienpej (xianbei) konföderáció (i. sz. 1–3. század)

A hszienpejek (kínaiul: 鮮卑 pinjin átírással: Xiānbēi) protomongol ókori nomád népcsoport volt, amely egykor az eurázsiai sztyeppe keleti részén élt a mai Mongólia, Belső-Mongólia és Északkelet-Kína területén. Eredetileg a tunghuk (donghuk)tól származtak, akik – miután az i. e. 3. század végén vereséget szenvedtek a hsziungnuk (xiongnuk)tól – kettészakadtak vuhuanok (wuhuanok)ra és hszienpej (xianbei)ekre. Sokáig más nomád népek és a kínai Han-dinasztia vazallusai voltak és csak akkor figyeltek fel rájuk a történetírók, amikor i. sz. 87-ben megölték Juliu (Youliu) hsziungnu (xiongnu) sanjü (chanyu)t (királyt). A szintén nomád hsziungnu (xiongnu)któl eltérően a hszienpej (xianbei)ek nem szerveződtek olyan szövetségbe, hogy komolyan veszélyeztessék a kínai határvidéket.
A Három királyság korának végén súlyos vereségeket szenvedtek nomád szomszédaiktól és délebbre vándoroltak és letelepedtek a Han-dinasztia területén, amelynek vazallusaivá szegődtek. Fejedelmeik (mint a Muzsung (Murong), Topa (Touba), Tuan (Duan) nemzetségek vezetői) hercegi címeket kaptak a császártól. Egyike voltak a Csin (Jin)-dinasztia "Öt barbár" vazallusának, és amikor 304-ben, a dinasztia válsága idején a vazallusok fellázadtak, a hszienpej (xianbei)ek a császárt támogatták (szemben a hsziungnu (xiongnu)kkal, csié (jié)kkel, ti (di)kkel és csiang (quiang)okkal).
A lázadás következtében a ti (di) nép által vezetett Korai Csin (Qin) birodalom meghódította egész Észak-Kínát, de az állam, miután 383-ban a Fej (Fei)-folyónál súlyos vereséget szenvedett a Keleti Csin (Jin)-dinasztiától, rövidesen szétesett. A hszienpej (xianbei) törzsfők számos új dinasztiát alapítottak és idővel egyikük, Északi Vej (Wei) egyeduralkodóvá vált Kína északi részén. Ezek az államok hol ellenezték, hol támogatták népük elkínaiasodását, mindenesetre a hszienpejek (xianbei) a Tang-dinasztia idejére beleolvadtak a kínai lakosságba.

## Nevük etimológiája

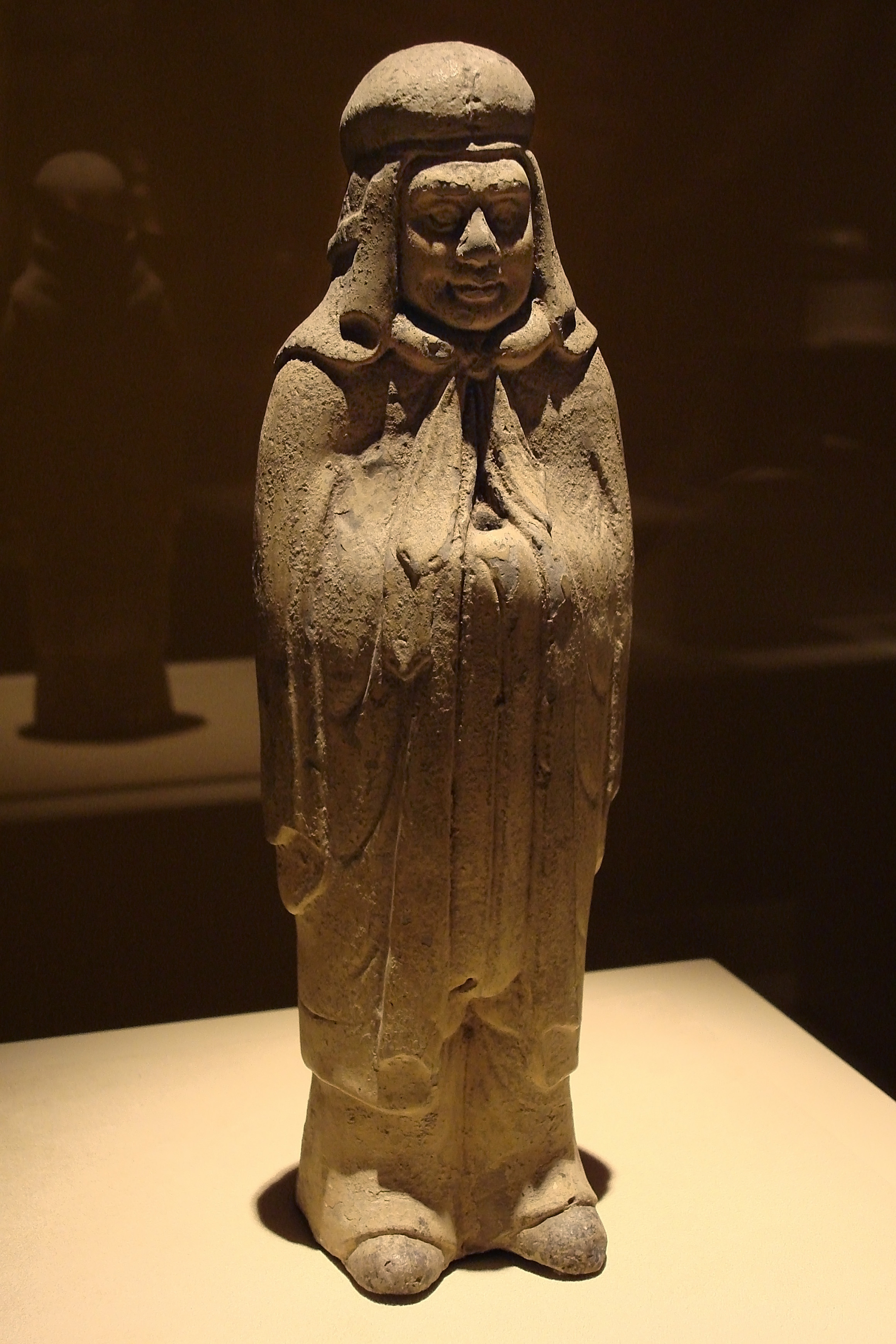
Hszienpej (Xianbei) harcos figurája az Északi dinasztiák (286–581) korából. Az alak sapkát, nyakban megkötött köpenyt, nadrágot és tunikát visel

Egyes nyelvészek óvatos rekonstrukciója szerint a hszienpej (xianbei)ek önmegnevezése szerpi lehetett, az alapján, hogy a korabeli kínai írnokok a nevük két írásjele közül a 鮮-t a középperzsa szér (oroszlán), a 卑-t pedig az idegen szavak pi szótagjának (mint pl. a szankszrit गोपी, gopí – jelentése fejőlány – esetében) átírására használták. A mongol nyelvekben a *szer vagy *szir szótag taréjt, sörtét, kiugró, kinyúló dolgot jelöl, talán a hszienpej (xianbei)ek lovaikra utalva. (Hasonló módon a türk jabaku népnév is csimbókos sörényű lóra vezethető vissza.)
Viszont a Kései Han könyve és Vej (Wei) könyve kínai krónikák szerint, mielőtt a nép neve lett volna, a Hszienpej (Xianbei) (大鮮卑山) a ma Hszingan (Xingan) néven ismert belső-mongóliai hegység elnevezése volt.

## Történetük

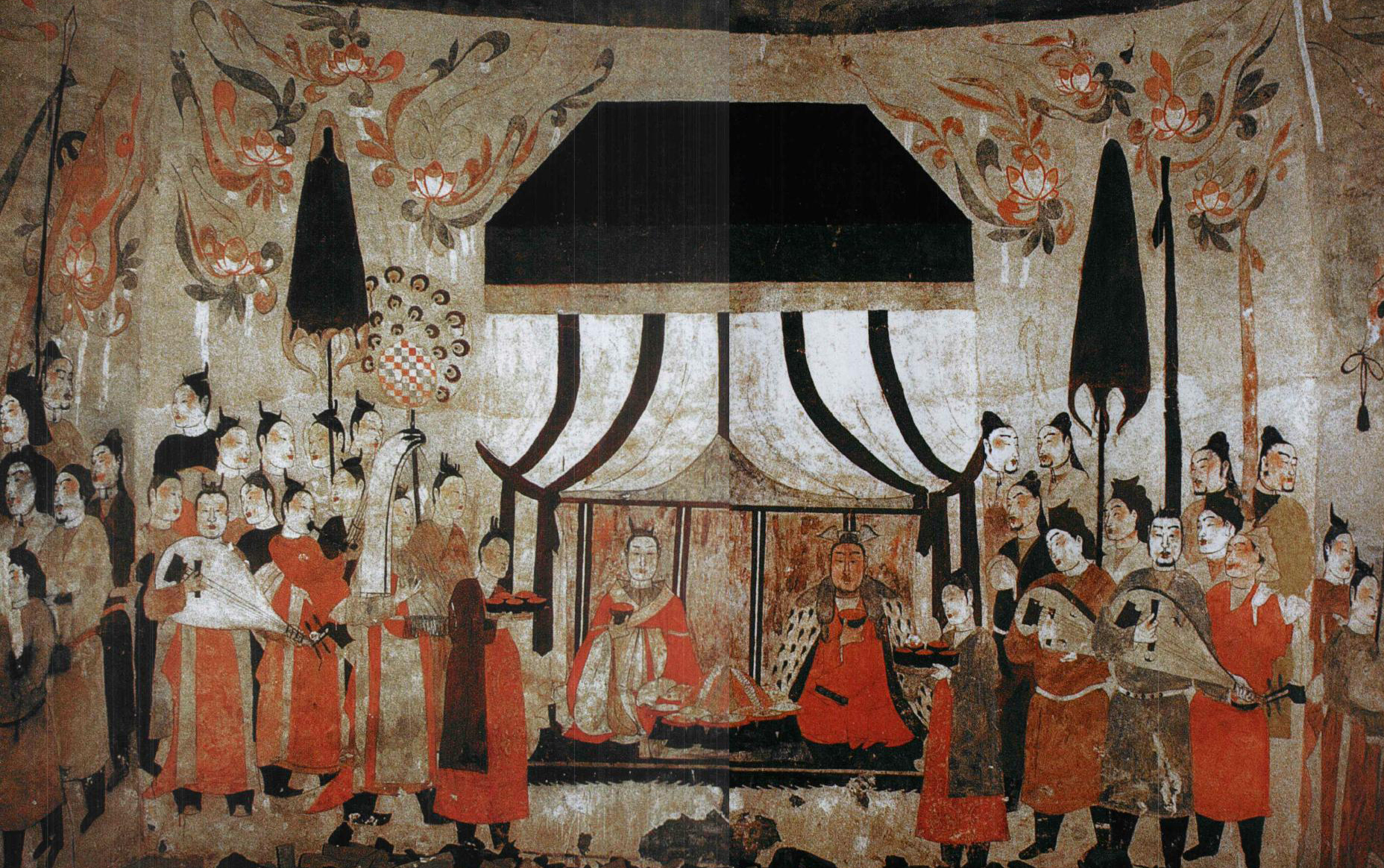
Az udvari életet ábrázoló falfestmény az Északi Csi (Qi)-dinasztia egyik hercegének sírjában

### Eredetük
A hszienpej (xianbei)eket már a Hadakozó fejedelemségek korának (i. e. 5 – i. e. 3. század) irodalmában is megemlítik, mint pl. A nagy hívás c. költeményben, a Csu (Chu) elégiái gyűjteményben („dereka karcsú, nyaka hosszú, mint egy hszienpej (xianbei) nőnek”) vagy A fejedelemségek történeté-ben.
I. e. 208 körül a hsziungnu (xiongnu)k királya, Motu (Modu) sanjü (chanyu) legyőzte a „keleti barbárokat” a tunghu (donghu)kat, akik aztán kettészakadtak vuhuan (wuhuan)okra és hszienpej (xianbei)ekre. A Kései Han könyve szerint a két nép nyelve és szokásai egyformák.
Első jelentős kapcsolatuk a kínaiakkal i. sz. 41-ben és 45-ben volt, amikor a hsziungnu (xiongnu)kkal és vuhuan (wuhuan)okkal közösen zsákmányszerző portyákat indítottak a Han-dinasztia területére.
49-ben Csi Tung (Ji Tong) kormányzó jutalmat ajánlva minden hsziugnu (xiongnu) fejért, a szomszédaik ellen fordította Pianhe hszienpej (xianbei) törzsfőt. 54-ben Jücsoupen (Yuchouben) és Mantou törzsfők adót fizettek Kuang-vu (Guangwu) császárnak.
58-ban Pianhe megtámadta és megölte a vuhuan (wuhuan)ok főnökét, Hszincsipen (Xinzhiben)t.
85-ben a hszienpej (xianbei)ek szövetséget kötöttek a tingling (dingling) és déli hsziungnu (xiongnu) törzsekkel.
87-ben a hszienpej (xianbei)ek megtámadták és megölték Juliu (Youliu)t, a hsziugnu (xiongnu)k királyát, a holttestét megnyúzták és a bőrét trófeaként magukkal vitték.

### Ahszienpej(xianbei)konföderáció
A hsziungnu (xiongnu)k bukása után i. sz. 93 körül a hszienpej (xianbei)ek megszervezték saját konföderációjukat és rendszeresen portyáztak kínai területen. 155 körül legyőzték és alávetették az északi hsziugnu (xiongnu)kat. 166-ra Tansihuaj (Tanshihuai) vezetésével legyőzték a vuszun (wusun)okat a mai Ili tartományban. Az általuk ellenőrzött terület ekkor állítólag az Usszuri folyótól a Kaszpi-tengerig terjedt. Tansihuaj (Tanshihuai) három részre osztotta a birodalmat, mindegyiket húsz klán uralta. Szövetséget kötött a déli hsziungnu (xiongnu)kkal és több alkalommal is betört a Han-dinasztia területére (a mai Senhszi (Shaanxi) és Kanszu (Gansu) tartományokba), de a kínaiak 158-ban és 177-ben is visszaverték támadását. Egyes források szerint a Japán-beli Va királyságát is fosztogathatták.
177-ben a kínaiak és Tute, a déli hsziugnu (xiongnu)k királya hadjáratot indított a hszienpej (xianbei)ek ellen, de súlyos vereséget szenvedtek és csak a katonák negyede tért vissza. Az ebben az évben állított emlékmű szerint a hszienpej (xianbei)ek elfoglalták a hsziungnu (xiongnu)k minden korábbi földjét és 100 ezer harcost tudtak kiállítani. A kínai dezertőrök átadták nekik a jó fémmegmunkálás technológiáját és fegyvereik ezáltal állítólag élesebbek voltak, mint a hsziugnu (xiongnu)kéi. Egy 185-ben emelt emlékmű szerint a hszienpej (xianbei)ek majdnem minden évben portyáztak a Han-dinasztia területén.

### A három királyság kora

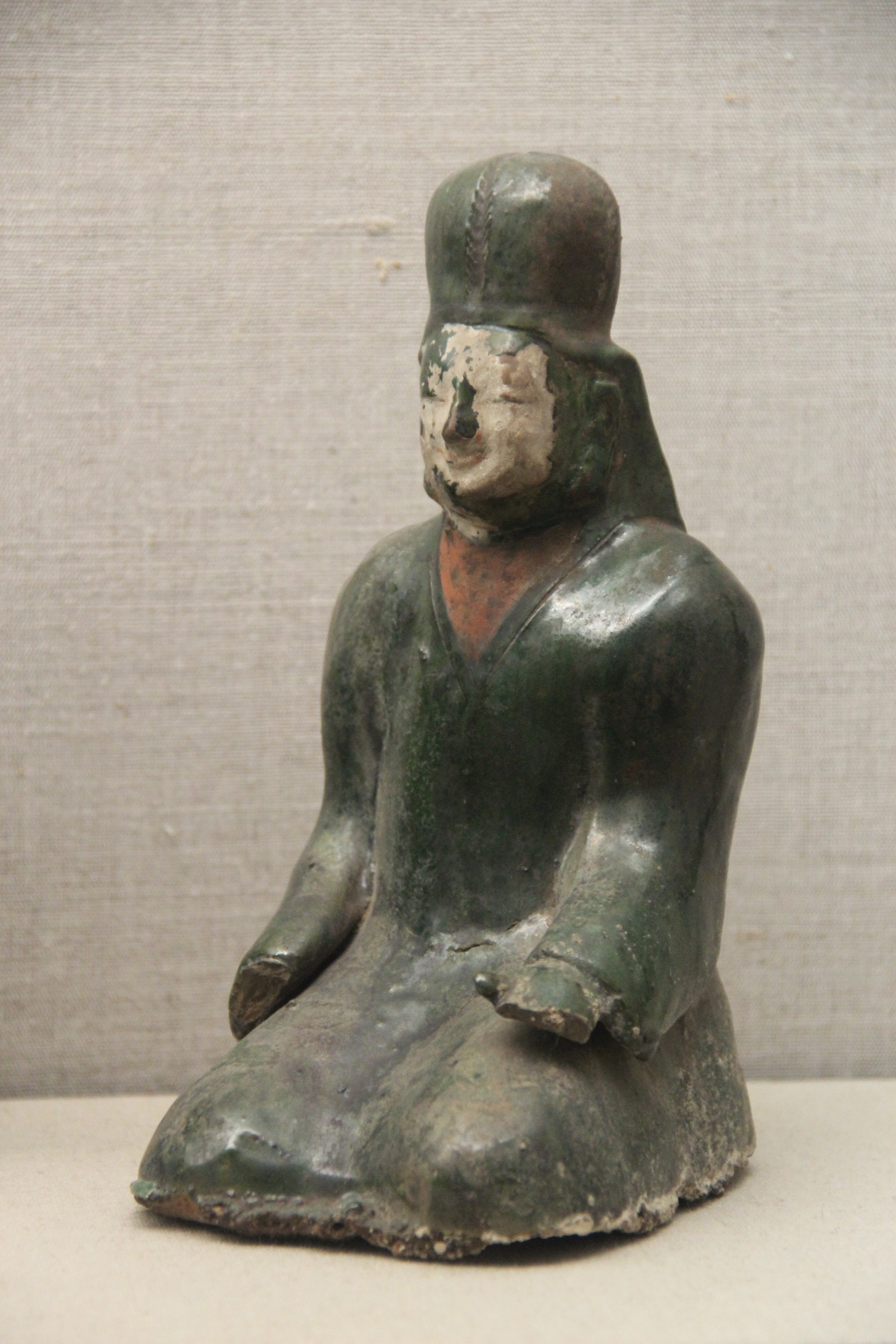
Hszienpej zenész (i. sz. 484).

A hszienpej (xianbei)ek laza konföderációja nem volt olyan szervezett, mint a korábbi hsziugnu (xiongnu) állam, de Tansihuaj (Tanshihuai) idején agresszívan terjeszkedett. Ő azonban 182-ben meghalt és fiából, Holian (Helian)ból hiányoztak apja képességei; 186-ban meg is ölték egy portya során. Őt öccse, Kujtou (Kuitou) követte, de Holian (Helian) fia, Csienman (Qianman) fellázadt ellene és a hszienpej (xianbei) konföderáció felbomlott. 190-re három részre szakadtak: Kujtou (Kuitou) Belső-Mongóliát uralta, Kopineng (Kebineng) Észak-Sanhszi (Shanxi)t, Szuli (Suli) és Micsia (Mijia) pedig Észak-Liaotung (Liaodong)ot. Időközben a Han-dinasztia is felbomlott és a helyén megalakult királyságok közül az északinak, Cao Vej (Cao Wei)nek, a déli hszienpej (xianbei) törzsek adót fizettek.
A törzsek délebbre húzódtak és Cao Vej (Wei) (illetve a belőle létreejövő Csin (Jin)-dinasztia) északi határán telepedtek le. 258-ben a Topa (Touba) klán letelepedett a határvidéken. A többi későbbi nagy klán is itt találta meg a helyét, a Muzsung (Murong)ok és a Tuan (Duan)ok a kínai császár vazallusává váltak. A Muzsung (Murong)ok egyik ága nyugatra vándorolva és az ottani csiang (qiang) néppel elkeveredve megalapította Tujühun (Tuyuhun) királyságát.
A hszienpej (xianbei)ek utoljára 279-ben támadták meg Liang tartományt, de visszaverték őket.

### A tizenhat királyság és Északi Vej

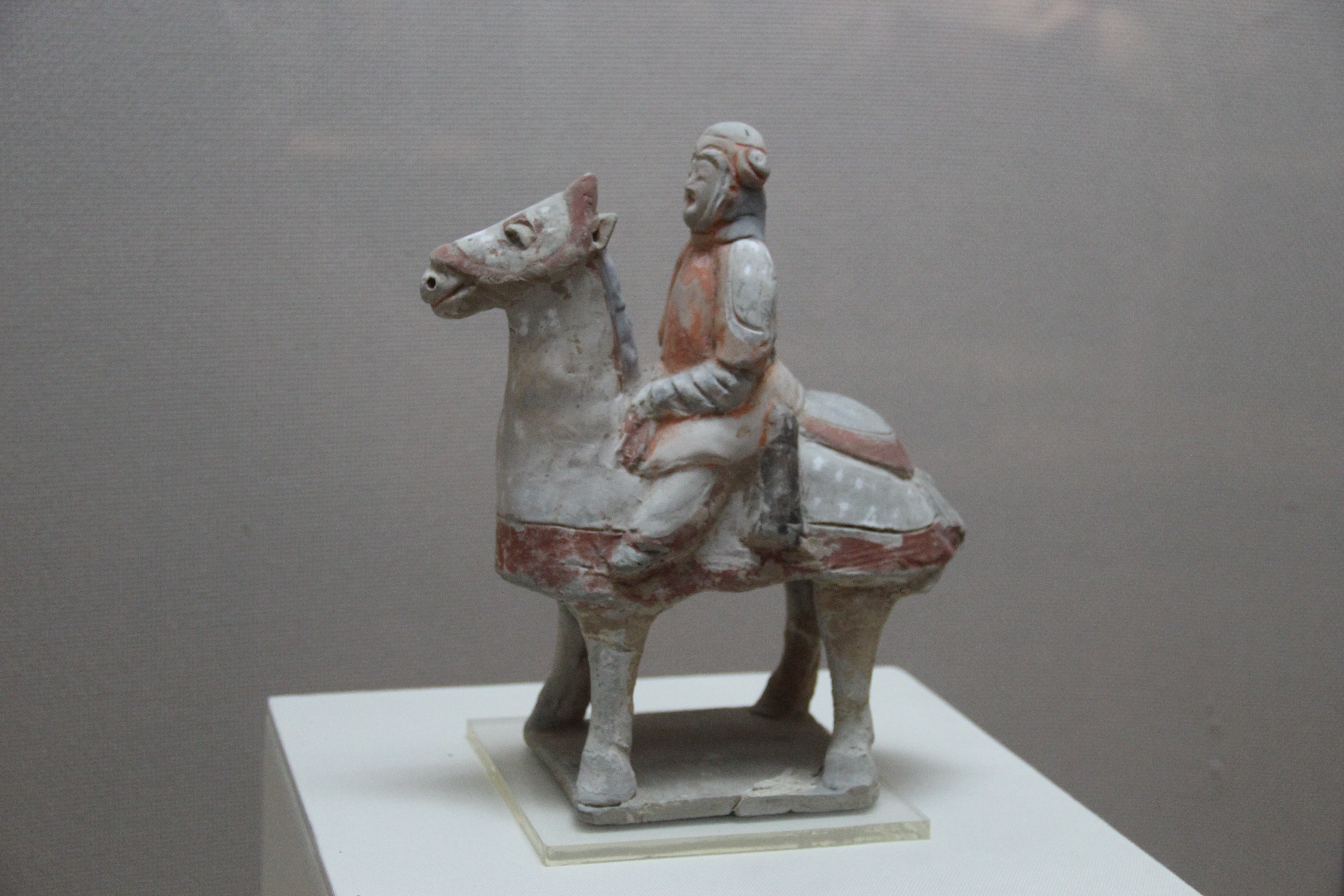
Lovas harcos figurája az Északi dinasztiák korából

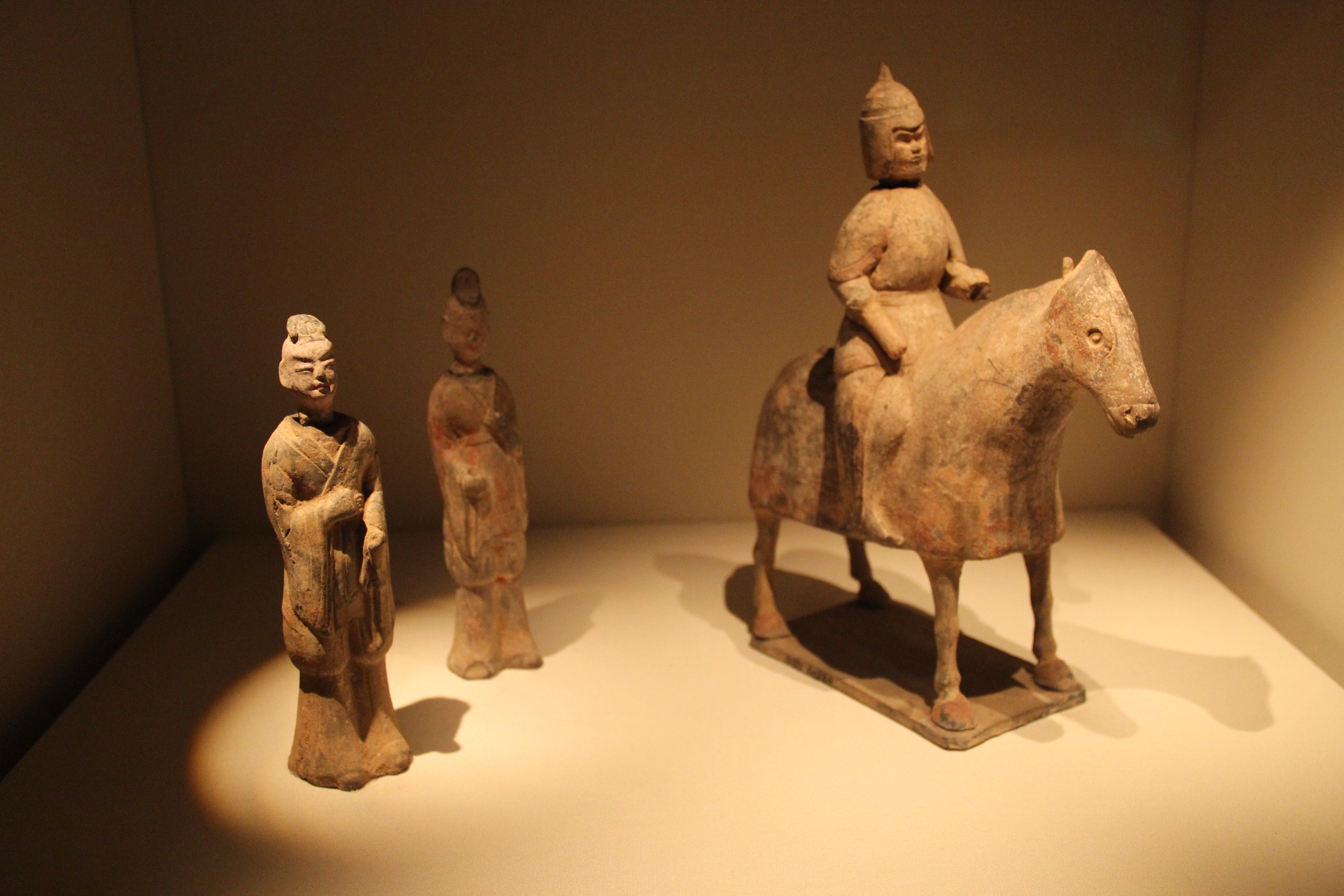
Északi Vej (Wei)-korabeli lovas

A 3. században a hszienpej (xianbei) konföderáció tovább fragmentálódott, új törzsek, klánszövetségek jöttek létre. Valamikor 308-330 között a híres harcos, Mugulü megalapította a zsuanzsuan (rouran) törzset.
Miután a Topa (Touba), Muzsung (Murong) és Tuan (Duan) törzsek alávetették magukat a Csin (Jin)-dinasztiának, vezetőik magas címeket kaptak a császártól: a Topa (Touba) törzsfő Taj (Dai), a Muzsung (Murong) Liaotung (Liaodong), a Tuan (Duan) Liaohszi (Liaoxi) hercege lett. A három törzs a császár oldalán állt, amikor az "Öt barbár" (az alávetett vazallus etnikai csoportok, főleg a hsziugnu (xiongnu)k és csié (jié)k) fellázadt és Észak-Kínában megdöntötte a Csin (Jin)-dinasztia uralmát. A kínai hivatalnokok, katonák, polgárok tömegesen menekültek délre (ahol a császárnak sikerült fenntartania hatalmát), illetve északra a szövetséges hszienpej (xianbei) fejedelemségekbe.
A hszienpej (xianbei)ek ezt követően legyőzték a ti (di) nép által dominált Korai Csin (Qin) dinasztiát, meghódították Észak-Kína jelentős részét és több nagy dinasztikus államot hoztak létre. Ezek voltak a Korai Jen (Yan) (281–370), Nyugati Jen (Yan) (384–394), Kései Jen (Yan) (384–407), Déli Jen (Yan) (398–410), Nyugati Csin (Qin) (385–430) és Déli Liang (397–414). Az 5. század elején valamennyit meghódította a Topa (Touba) törzs állama, az Északi Vej (Wei) (386–535), amely első volt az Észak-Kínát két évszázadig domináló Északi dinasztiák sorában.

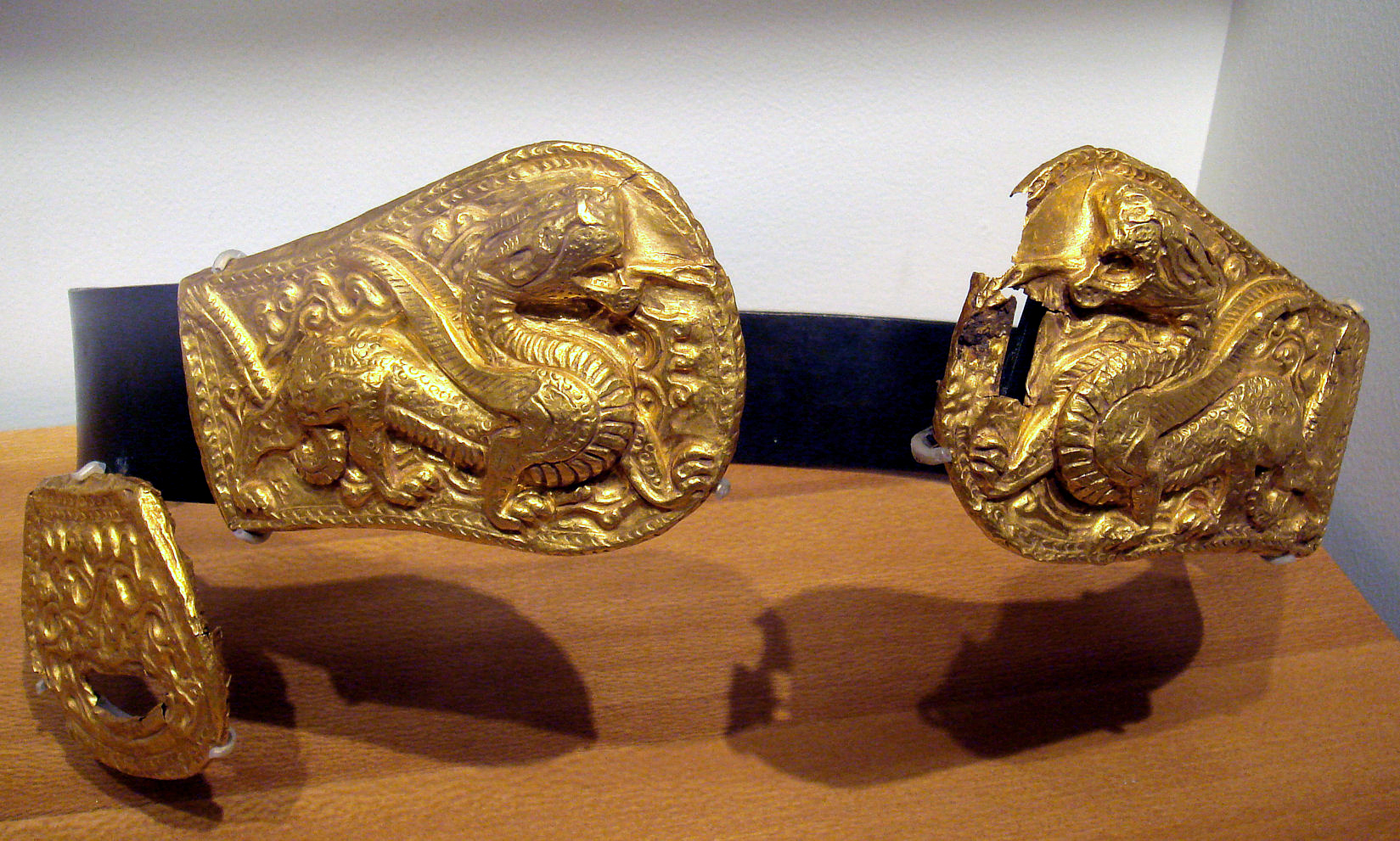
Hszienpej övcsatok (3-4. sz.)

### Asszimiláció
Az Északi Vej (Wi)ben az 5. század végén uralkodó Hsziaoven (Xiaowen) császár tudatos elkínaiasító politikát indított el, amit utódai is folytattak. A hszienpej (xianbei) hagyományokat háttérbe szorították. A császári család a nevét Topá (Toubá)ról Jüan (Yuan)ra változtatta és szorgalmazta a déli hanok arisztokrata családjaival (akik közül számos nemzetség különböző okokból északra menekült) való házasodást. A császár kínaiasította a hszienpej (xianbei) klánok többségének nevét, vagy legalábbis nevüket két szótagra rövidítette. A Topa (Touba)-hercegnők több mint fele han férjet kapott. Maga Hsziaoven császár és han családokba házasította ki lányait.
Az Északi Vej (Wei) egy 534-es nomád felkelést követően Keleti Vej (Wei)re (534–550) és Nyugati Vej (Wei)re (535–556) vált szét. Az előbbiből lett aztán az Északi Csi (Qi) dinasztia(550-577), míg az utóbbiból az Északi Csou (Zhou) (557-581). A Déli dinasztiákat eközben a Jangcén túlra tolták. 581-ben Északi Csou (Zhou) főminisztere, Jang Csien (Yang Jian) megalapított a Szuj (Sui)-dinasztiát (581–618). Fia, Jang (Yang) császár meghódította az utolsó déli dinasztiát, Csen (Chen)t (557–589) ezzel újraegyesítve Kínát. 618-ban parasztfelkelések megdöntötték a Szuj (Sui)-dinasztiát és az egyik herceg, Li Yüan (Li Yuan) megalapította a Tang-dinasztiát (618–907). A Szuj (Sui)- és Tang-dinasztiák alapítói már han etnikumúak voltak. Ekkorra a Kínában letelepülő hszienpej (xianbei) nép is gyakorlatilag elkeveredett a han etnikumúakkal és teljesen elkínaiasodott. Az északi sztyeppén maradt hszienpej (xianbei)eket később a mongolok hódították meg.
Nyugaton a hszienpej (xianbei)ek alapította Tujühun (Tuyuhun) királyságot a Tibeti Birodalom annektálta 670-ben. A Muzsung (Murong)-klán követőivel együtt keletre, Kínába menekült. A ma Csinghaj (Qinghai) és Kanszu (Gansu) tartományokban élő mongor etnikumot az ők leszármazottaiknak tekintik. Egyes feltételezések szerint a tunguz nyelvet beszélő hszipo (xibo) etnikum is a hszienpej (xianbei)ek leszármazottja.

## Művészet

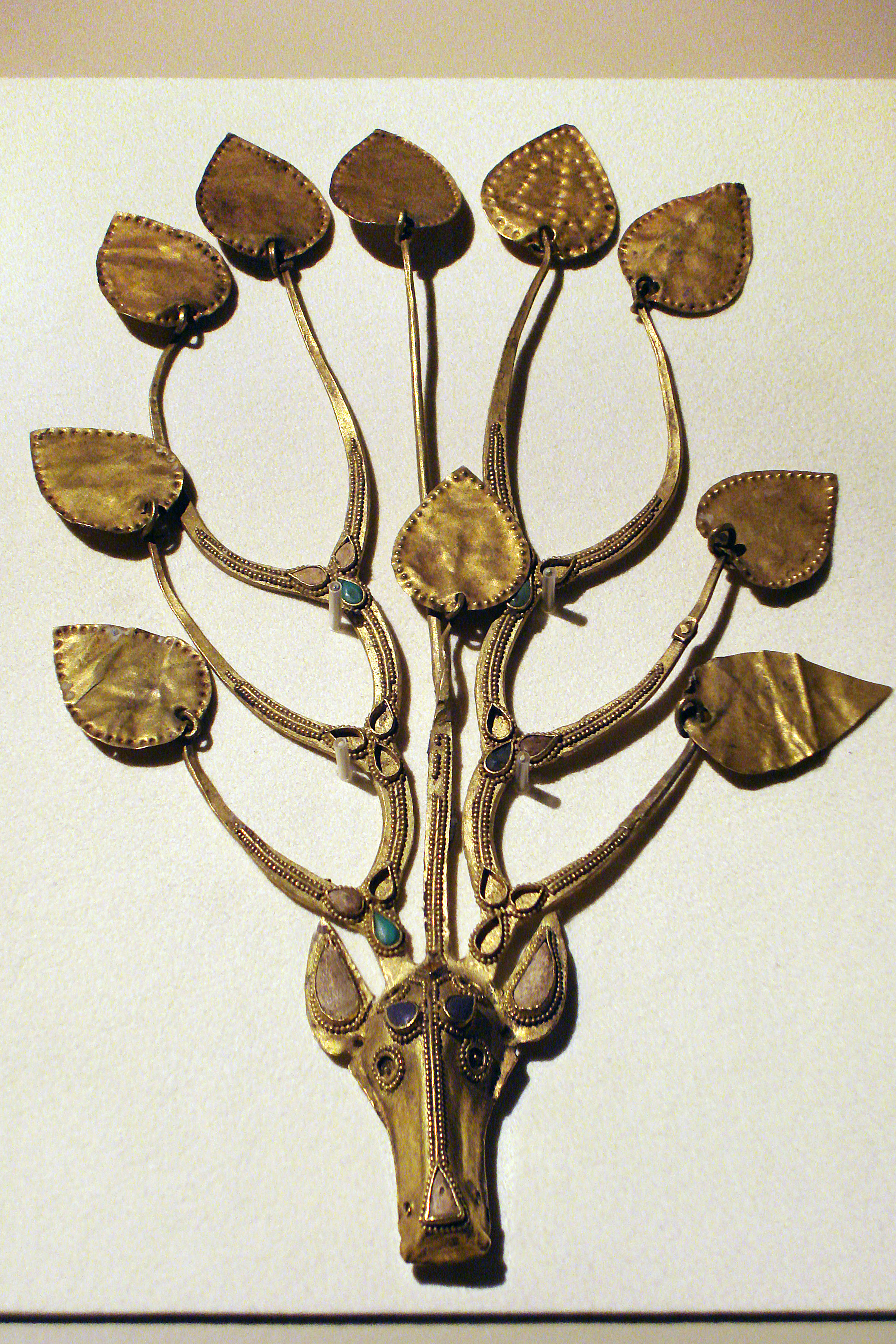
Leveles fejdísz

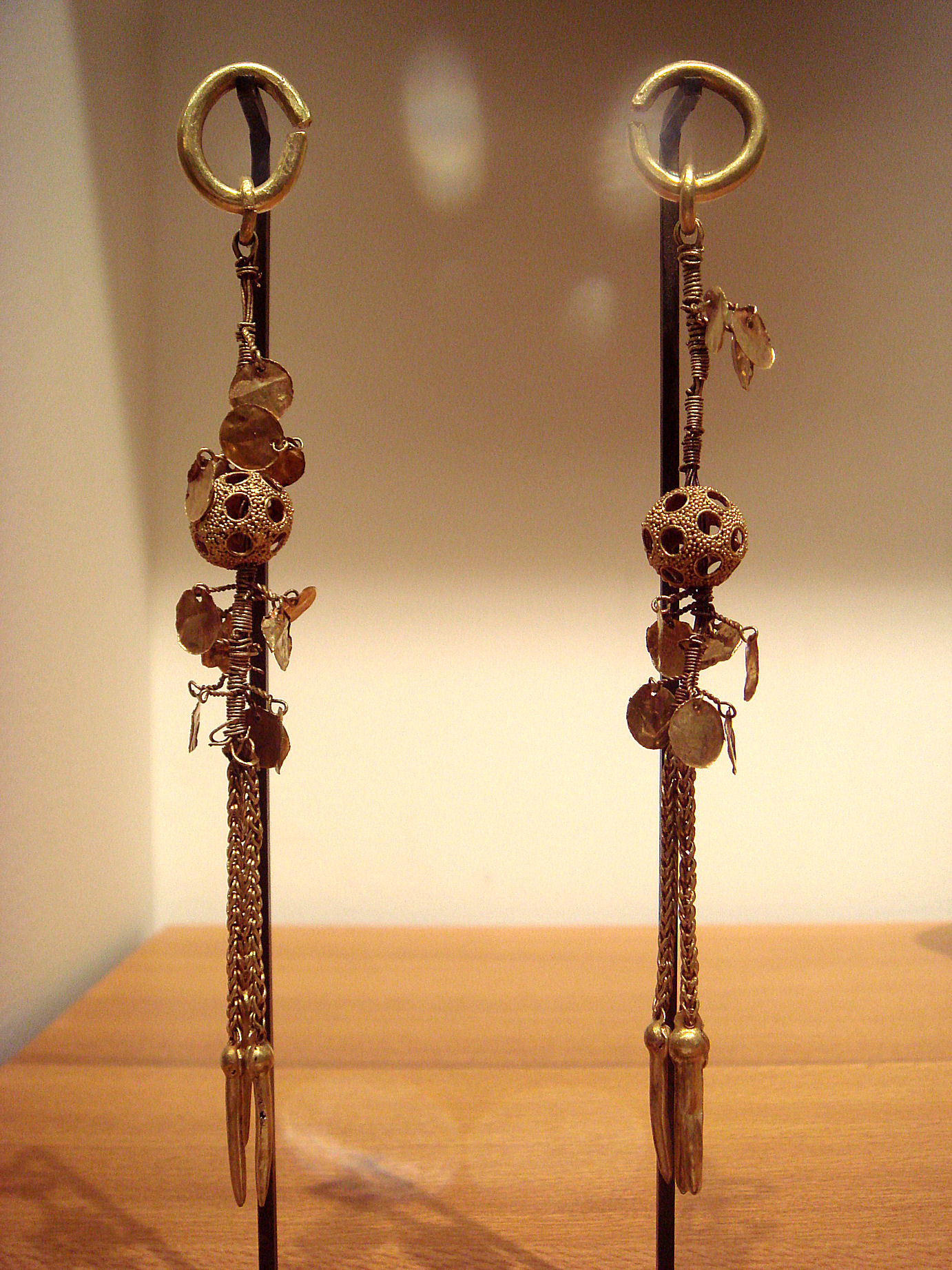
Északi Vej (Wei)-korabeli fülbevalók

A hszienpej (xianbei)ek művészete nomád életmódjukat jelenítette meg és elsősorban a fémtárgyakra, ember- és állatfigurákra koncentrált. A stílust és témát illetően számos külső befolyás érte. Egyedi nomád motívumaik jellegzetes leveles fejdíszeikben, geometrizált állatábrázolásaikban, állatalakos függőikben, áttört díszítésű fémtárgyaikban érhető tetten.

### Leveles fejdíszek
A leveles fejdíszek nagyon jellemzőek a hszienpej (xianbei) kultúrára. Elsősorban a Muzsung (Murong)ok sírjaiból kerültek elő. Díszítő stílusuk baktriai kapcsolatokra utal. Ezek az aranyból készült fejfedődíszek általában fa vagy agancs alakban készültek, rajta vékony aranylevelek lógtak. A kínaiak pujaó (buyaó)nak ("lépésre himbálózónak") hívták, mert járás, mozgás közben a levelek ide-oda inogtak. Három fő típusát különböztetik meg: a "bimbózó fát" (huasu (huashu)) amit a fejfedő homlokrészéhez erősítettek, egy vagy két ága van, kör vagy csepp alakú levelekkel; a "bimbózó tetőt" (tinghua (dinghua)), amely a fejtetőre került, fára vagy állatra emlékeztet, számos levélfüggővel; és a ritka "bimbózó indát" (huaman), amely leveles aranyhuzalokkal átszőtt aranyszalagokból állt. A fejdísz eredete, viselésének körülmények nem ismertek, de a későbbi korokban a császári udvarok hölgyei viseltek hasonló fejdíszeket.

### Állatfigurák
Másik jellegzetességei a hszienpej (xianbei) művészetnek a – főleg fémtárgyaikon megjelenő – állatalakok. A kuporgó állatalakokat geometrizált, absztrakt, sokszorosan ismételt módon ábrázolták, de megjelenítették a zsákmányejtést vagy az egymás közti harcot is. Főleg juhokat, szarvasokat, lovakat jelenítettek meg. A figurák jellemzően négyszögletes táblácskán, plaketten, függőn jelentek meg és a hátteret áttört motívumokkal díszítették. A táblácskákat viaszveszejtős módszerrel készítették vagy fémlemezből kalapálták.

### Lovak
A nomád hszienpej (xianbei)ek életében alapvető fontosságúak voltak a lovak, így nem meglepő hogy művészetüknek gyakori szereplői és alanyai is. Lószerszámukat nagy gonddal díszítették; az egyik sírban például egy lókoponya alatt csengőket, csatokat, díszítményeket, egy nyerget és egy kengyelt találtak. Visszatérő motívum a szárnyas ló; egyes feltételezések szerint mitológiájuk egyik mennyei alakja vette fel ezt az alakot.

### Emberalakok
A legtöbb hszienpej (xianbei) emberfigurát sírokban találták. Többnyire katonákat és zenészeket ábrázolnak, vagyis valószínűleg az volt a feladatuk, hogy védjék és szórakoztassák az elhunytat. Ruházatukból következtetni lehet társadalmi státuszukra: a magas rangú hszienpej (xianbei)ek hosszú ujjú köntösöket hordtak, alatta inggel, míg a közemberek nadrágban és övvel összefogott tunikában jártak.

### Buddhista hatások
A hszienpej (xianbei)ek kezdettől fogva kapcsolatban álltak a kínaiakkal, dinasztiáik megalapítása után pedig kínai hivatalnokok segítettek működtetni az államaikat. Hatásukra sokan buddhistává váltak, ami jól követhető a Buddha-ábrázolások megjelenésével művészetükben. A két kultúra szintézisének szép példái a Buddha-képes leveles fejdíszek. A buddhizmus általánossá válását bizonyítják az Északi Vej (Wei) idején létrehozott Jünkang (Yungang)-barlangok.

## Nyelv
A hszienpej (xianbei)ek feltehetően mongol vagy paramongol nyelveket beszéltek. Elődeikről, a tunghu (dunghu)król is úgy vélik hogy a mongol nyelvek elődeit beszélték; utódaik, a tabgacsok és kitajok pedig paramongol nyelvűek voltak. Feltételezik, hogy erős türk hatások is érték őket. Mivel azonban heterogén, több nomád népet magába olvasztó szövetséget hoztak létre, a nép egy számottevő része más nyelveket is beszélhetett.

## Antropológia

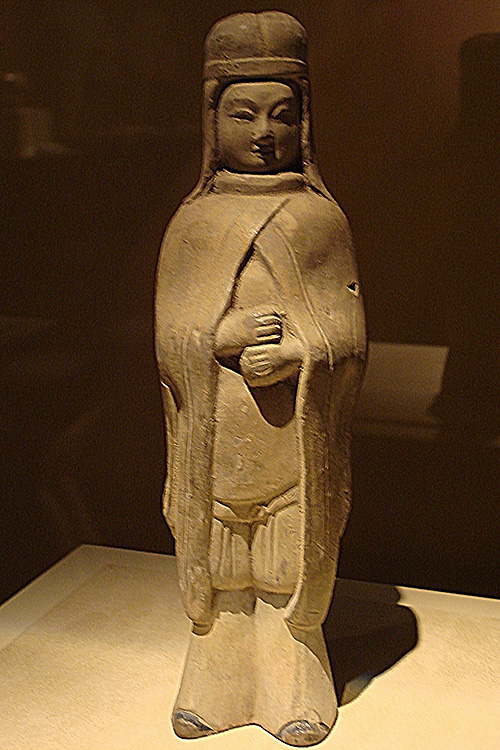
Női figura

A hszienpej (xianbei) törzsszövetség indoeurópai eredetű sztyeppei klánokat is magába fogadott, így előfordultak közöttük nyugati antorpológiai jellegzetességek, mint a kék szem, a szőke haj vagy a fehér bőr. Visszatérő korabeli jelzőjük a "fehér". A Csin (Jin) könyve krónika szerint Cao Vej (Cao Wei) államában a hszienpej (xianbei)eket fehér törzsként ismerték. A Korai Jen (Yan) uralkodócsaládját, a Muzsung (Murong) klánt ellenségeik fehér rabszolgákként emlegették. A Muzsung (Murong)okat a kínaiak is bőrszínük alapján mondták fehérnek. Amikor 324-ben a Csin (Jin)-dinasztia császára, Ming (akinek anyja egy barbár ágyas volt) lázadókkal találkozott, azok sárga szakálla miatt hszienpej (xianbei)nek hitték őt. A Tang-dinasztia korában élő Csang Csi (Zhang Ji) költő "sárga fejűeknek" nevezte a hszienpejeket. A Szung (Song)-korabeli Szu Si (Su Shi) költő egy régi festmény alapján vörös hajú és kék szemű hszienpej (xianbei)ről írt verset. Ugyanakkor figyelembe kell venni, hogy a kínai források által említett "sárga haj" a valóságban barna is lehetett és néha nem csak hszienpej (xianbei)ekre, hanem csie (jie) etnikumúakra is használták jelzőként. Többségük valószínűleg nem tért el külsőre az többi északkelet-ázsiai néptől. A belső-ázsiai hszienpej (xianbei) sírokban talált koponyák nagyon hasonlítanak a mai kelet-ázsiaiakra és jellemzőik megfeleltethetőek a mongoloknak, hanoknak vagy mandzsuknak.

## Genetika
Egy 2006-os vizsgálatban 20 Topa (Touba) sírokban talált csontváz genetikai elemzését közölték; eszerint mitokondriális DNS-ük megfelel az északkelet-ázsiaiakénak. DNS-ük leginkább a mai észak-kínai orocson etnikumra hasonlított.
Egy 2007-es publikációban 17 Muzsung (Murong) sírban talált egyén mitokondirális DNS-ének adatait adták meg; haplocsoportjaik a mai kelet-ázsiai és egyes szibériai populációkra hasonlítanak, de jelentősen eltérnek a Topa (Touba) hszienpej (xianbei) és hun (hsziugnu (xiongnu)?) DNS-től.
Egy 2018-as vizsgálatban megállapították hogy a hszienpej (xianbei)ek és zsuanzsuan (rouran)ok között egyaránt előfordult a C2b1a1b Y-kromoszómás haplocsoport.

## Fordítás
- Ez a szócikk részben vagy egészben  a   Xianbei című angol Wikipédia-szócikk ezen változatának fordításán alapul.  Az eredeti cikk szerkesztőit annak laptörténete sorolja fel. Ez a jelzés csupán a megfogalmazás eredetét és a szerzői jogokat jelzi, nem szolgál a cikkben szereplő információk forrásmegjelöléseként.